# Akabira
Akabira (赤平市; -shi) é uma cidade japonesa  localizada na subprovíncia de Sorachi, na província de Hokkaido.
Em 2003 a cidade tinha uma população estimada em 15 126 habitantes e uma densidade populacional de 116,46 h/km². Tem uma área total de 129,88 km².
A cidade foi fundada a 1 de Julho de 1954.

## Cidades-irmãs
- Miluo, China
- Samcheok, Coreia do Sul